# Myrmornis stictoptera
El hormiguero alifranjeado norteño (Myrmornis stictoptera), es una especie (o la subespecie M. torquata stictoptera, dependiendo de la clasificación considerada), de ave paseriforme de la familia Thamnophilidae, una de las dos pertenecientes al género Myrmornis, que era monotípico hasta la propuesta separación de la presente especie. Es nativa de Centroamérica y del extremo noroeste de Sudamérica. 

## Distribución y hábitat
Se distribuye de forma disjunta y local en el sureste de Honduras, noreste y sureste de Nicaragua, este de Panamá (hacia el este desde la región del Canal) y extremo noroeste de Colombia (Chocó, Córdoba, sur de Bolívar, oeste de Boyacá).
El hábitat natural de esta especie es el suelo de selvas húmedas de tierras bajas, preferentemente por debajo de los 900 m de altitud, y, localmente hasta los 1300 m.

## Sistemática

### Descripción original
La especie M. stictoptera fue descrita por primera vez por el zoólogo británico Osbert Salvin en 1893 bajo el nombre científico Rhopoterpe stictoptera; la localidad tipo es: «Santo Domingo, Nicaragua.»

### Etimología
El nombre genérico «Myrmornis» deriva del griego «murmēx, murmēkos o murmos»: hormiga, y «ornis, ornithos»: ave;  y el nombre de la especie «stictoptera», deriva del griego «stiktos»: moteado, y «pteros»: de alas, significando «de alas moteadas».

### Taxonomía
La presente especie, a pesar de la antigua sospecha de ser específicamente diferente, es tratada como conespecífica con  Myrmornis torquata; pero algunas clasificaciones, como Aves del Mundo (HBW) y Birdlife International (BLI), la consideran como una especie separada, con base en diferencias morfológicas y de vocalización. Sin embargo, esto no es todavía reconocido por otras clasificaciones. Es monotípica.
Las diferencias morfológicas apuntadas por HBW para justificar la separación son: su coloración general más oscura, afectando todos los colores (notablemente el rufo más profundo; más castaño en la garganta, pecho y narinas; marcas de las alas de color beige más rico; corona de color pardo más oscuro, vientre de color gris más oscuro); el patrón de blanco escamado en los lados del pescuezo y medio pecho es reducido o está ausente, con las laterales bajas más lisas; negro del pecho y de la garganta, o rufo de la hembra, menos extenso; las marcas pálidas de las márgenes de las alas más anchas, más enfáticas, haciendo la banda alar más obvia; pico ligeramente más largo; y cola más corta. Las diferencias del canto son menores, con un mayor número de notas y frecuencia más alta.